# Juan Gorlero
Juan Bautista Florentino Gorlero Núñez (Maldonado, 24 de marzo de 1849 - 27 de julio de 1915) fue un empresario y político uruguayo. Designado por el Poder Ejecutivo fue el primer intendente de Maldonado, cargo que ocupó entre 1909 y 1913.

## Biografía
Fruto del matrimonio entre el genovés Doménico Gorlero y  Núñez, oriunda de Maldonado, Juan Gorlero fue una persona con capacidad para los negocios y poseedora de una gran visión que le permitió proyectar el departamento donde desempeñó el cargo de intendente, y de Punta del Este, su principal balneario. Estuvo casado con Isabel Aguirre, con quien tuvo doce hijos.

### Vida empresarial
Durante varios años vivió en Buenos Aires, y posteriormente se radicó en su ciudad natal, donde se desempeñó entre otros cargos de importancia, como gerente de la sucursal del Banco República en Maldonado, cuando esta fue inaugurada el 19 de octubre de 1897.
En 1899 crea junto a su hermano Manuel, Camilo Guani, Norberto Acosta y Agustín Moratorio, la Sociedad Anónima "Compañía de Salvatajes y Navegación del Este", que se dedicaba al transporte de carga y pasajeros entre Buenos Aires, Montevideo, Punta del Este, La Paloma e incluso puertos de Brasil. Esta empresa también se dedicaba al salvataje de barcos en peligro.
También participó de la Sociedad "Bola de Nieve" que tenía por objeto el negocio de tierras y que sentó las bases para la creación del Hotel Biarritz, del cual Gorlero fue supervisor de obra.

### Gestión Municipal
Formó parte de la Junta Económico-Administrativa de Maldonado, cuando su presidente era Bernabé Alegre y llegó a presidirla en 1908. En tal calidad, el 10 de abril de ese año instaló el que sería el primer órgano de gobierno municipal y administrativo de Punta del Este, denominado "Comisión Auxiliar de Punta del Este".
Cuando en Uruguay se creó el régimen de Intendencias, el presidente de la República Claudio Williman, lo designó como el primer intendente de Maldonado. Durante su mandato emprendió junto a Antonio Lussich, de la reforestación con pinos marítimos de la Isla Gorriti, cuya fauna y vegetación original había sido devastada por un incendio en 1894. Otros logros destacables de su mandato fueron la creación del camino entre Maldonado y Punta del Este, el nivelado de las calles de Punta del Este, la instalación del servicio de agua corriente y la finalización de la construcción de la casa de piedra que se hallaba en la isla Gorriti.
Juan Gorlero fallece el 27 de julio de 1915, y tres años más tarde, el 15 de julio de 1918, la Junta de Maldonado aprueba por unanimidad un proyecto presentado por el Alfonso M. Ortiz por el cual se denominaba a la calle n.º 4 de Punta del Este (hoy calle nº22) con el nombre de "Juan Gorlero". En la argumentación del proyecto planteaba:

Es de pública notoriedad entre nosotros, que el progreso de Punta del Este fue debido en su mayor parte a la iniciativa y trabajo del extinto, primer Intendente del Depto. Don Juan B. Gorlero, infatigable propagandista de las bondades de aquel balneario.

Fue él quien con sus atinados trabajos atrajo los grandes capitales nacionales y argentinos que han transformado aquel lugar en la floreciente población que hoy es y que ha poco los poderes públicos se preocupen de ello prometiendo convertirse en el primer balneario de la América del Sur.

## Véaste también
- Avenida Gorlero